# Игнатьев, Михаил Васильевич
Михаи́л Васи́льевич Игна́тьев (чув. Михал Ваҫлин ывӑлӗ Йӑкӑнатьев; 8 января 1962, Малые Торханы, Чебоксарский район, Чувашская АССР, РСФСР, СССР — 18 июня 2020, Санкт-Петербург, Россия) — российский государственный и политический деятель. Глава Чувашской Республики (2010—2020).
29 января 2020 года отстранён от должности в связи с утратой доверия Президента Российской Федерации. 18 июня 2020 года скончался в больнице от сердечно-сосудистой недостаточности после госпитализации в связи с коронавирусной инфекцией COVID-19.

## Биография

### Происхождение
Родился 8 января 1962 в деревне Малые Торханы Чувашской АССР в многодетной семье. 
В 1970-е годы Михаил учился в восьмилетней школе в деревне Яныши. После школы поступил в Чебоксарский энергетический техникум (специальность «Электрические сети и системы»), который окончил в 1981 году.
С 1981 года работал сначала грузчиком на складе, затем электромонтёром четвертого разряда по ремонту оборудования в хлорном цехе ПО «Химпром» в городе Новочебоксарск. В 1981—1983 годах служил в армии в Пензенской области.
С 1983 года работал в колхозе «Прогресс» в Чебоксарском районе. В 1983—1987 годах — помощник комбайнёра, бригадир полеводческой бригады, начальник Янышского производственного участка. В феврале 1987 года был избран председателем правления колхоза «Прогресс». В этой должности проработал до 1992 года. В 1990 году заочно окончил Чувашский сельскохозяйственный институт по специальности «Агрономия». В том же 1990 году был избран депутатом Чебоксарского районного Совета народных депутатов. Срок полномочий составлял четыре года — с 1990 по 1994 год. В 1992—1996 годах — глава акционерного общества закрытого типа «Прогресс».

### В Кабинете министров Чувашской Республики
В декабре 1996 года был назначен на должность заместителя министра сельского хозяйства и продовольствия Чувашской Республики Александра Федотова. Был начальником управления земледелия и растениеводства. В 1997 году окончил Чебоксарский филиал Московского университета потребительской кооперации по специальности «юриспруденция». В январе 1998 года сменился состав Кабинета министров, министром сельского хозяйства и продовольствия был назначен Александр Кушков. В 1998—1999 годах — профессиональная переподготовка в Волго-Вятской академии государственной службы по направлению «Государственное и муниципальное управление». В должности заместителя министра Игнатьев проработал до апреля 1999 года.
В апреле 1999 года был направлен руководить Чебоксарским районом Чувашской Республики. После трёхмесячной работы в качестве исполняющего обязанности в июле 1999 года был избран главой самоуправления Чебоксарского района. В мае 2001 года указом председателя Кабинета министров Чувашской Республики Энвера Аблякимова Игнатьев был включён в состав комиссии по реализации государственной политики в области сохранения и развития санаторно-курортных организаций Чувашской Республики.
В январе 2002 года указом президента Чувашской Республики Н. В. Фёдорова Михаил Игнатьев был назначен на должность министра сельского хозяйства в ранге первого вице-премьера правительства.
Осенью 2003 года был выдвинут кандидатом в депутаты Государственной думы 4 созыва по федеральному списку партии «Аграрная партия России». Был первым номером в Чувашском региональном списке. На состоявшихся 7 декабря 2003 года выборах депутатов Государственной думы «Аграрная партия России» набрала 3,63 % голосов и не преодолела 5-процентный барьер. Таким образом Игнатьев в состав депутатов Госдумы не прошёл.
С 6 мая 2004 года — заместитель председателя кабинета министров Чувашской Республики — министр сельского хозяйства Чувашской Республики. В мае 2006 года лишился приставки «первый» в должности. В 2009 году Игнатьев был включён в список 500 человек кадрового резерва президента РФ.

### Глава Чувашской Республики

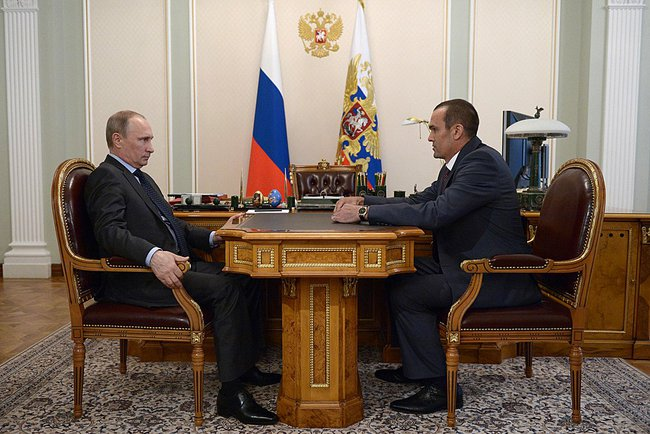
Рабочая встреча Владимира Путина с Главой Чувашской Республики Михаилом Игнатьевым,
24 июля 2014 года

В 2010 году в России главы субъектов наделялись полномочиями по представлению президента России. При этом президент выбирает кандидата из как минимум трёх кандидатур, представленных ему партией, имеющей большинство в региональном парламенте. Полномочия Николая Фёдорова, возглавлявшего Чувашию с 1993 года, заканчивались в августе 2010 года и в середине июля стало известно о том, что продлены они не будут. 13 июля в «Единой России» назвали имена кандидатов на должность президента Чувашской Республики: председатель республиканского Кабмина Нина Суслонова, главный федеральный инспектор по Чувашской Республике аппарата полпреда президента в Приволжском федеральном округе Руслан Тихонов, зампред. правительства Чувашии, министр сельского хозяйства Михаил Игнатьев. 21 июля президент России Дмитрий Медведев предложил на должность президента Чувашии Михаила Игнатьева. 28 июля на заседании внеочередной тридцатой сессии Госсовета Чувашии Игнатьев был наделён полномочиями президента Чувашской Республики на срок 5 лет. 29 августа официально вступил в должность.
С 2 сентября 2011 года на основании внесённых депутатами Государственного Совета Чувашии изменений в Конституцию Чувашии должность стала именоваться «Глава Чувашской Республики».
С 4 января по 28 июля 2012 — член президиума Государственного совета Российской Федерации.
Срок полномочий Игнатьева истекал в августе 2015 года, однако уже в июне 2014 года он заявил, что уйдёт в отставку досрочно в мае 2015 года, перед выборами. 9 июня 2015 года было объявлено, что президент России Владимир Путин принял отставку Михаила Игнатьева и назначил его временно исполняющим обязанности Главы Чувашской Республики «до вступления в должность лица, избранного Главой Чувашской Республики». При этом Игнатьев получил разрешение участвовать в досрочных выборах. Необходимость провести досрочные выборы политологи связывали с желанием руководства несколько освободить от региональных выборов 2016—2018 годы, когда будут избираться Госдума и президент. В июле 2015 года Игнатьев собрал в свою поддержку максимальное количество подписей депутатов — 301, сдал документы в Центральную избирательную комиссию Чувашии и был зарегистрирован кандидатом на должность главы Чувашии. На состоявшихся 13 сентября 2015 года на выборах главы Чувашии Игнатьев в первом туре получил 65,54 % голосов (всего более 300 000) и был избран на новый пятилетний срок.
29 января 2020 года отрешён от должности Президентом Российской Федерации в связи с утратой доверия.
20 мая 2020 года Михаил Игнатьев подал в Верховный суд России иск об оспаривании Указа Президента Российской Федерации от 29 января 2020 года N68 «О досрочном прекращении полномочий Главы Чувашской Республики». По словам бывшего пресс-секретаря Игнатьева Михаила Вансяцкого, бывший глава республики, подав иск, «не собирается восстанавливаться в должности главы республики, но хочет изменить формулировку, с которой был уволен».

### Болезнь и смерть
Летом 2019 года Михаил Игнатьев перенёс инфаркт, а по данным других СМИ — инсульт.
С февраля 2020 года, после отставки с поста главы республики, он находился на лечении в Санкт-Петербурге. 7 мая он был переведён в реанимацию с двухсторонним воспалением лёгких из-за COVID-19. По данным «Коммерсанта», Михаил Игнатьев с сильным поражением лёгких находился в тяжёлом состоянии на аппарате экстракорпоральной мембранной оксигенации.
Скончался на 59-м году жизни 18 июня 2020 года в Санкт-Петербурге, в медицинском центре им. В. А. Алмазова. Официальной причиной смерти названа прогрессирующая сердечно-сосудистая недостаточность.

## Память
Церемония прощания прошла 21 июня 2020 года в спортивном комплексе «Чебоксары-Арена». Похоронен на аллее почётных захоронений кладбища № 1 в Чебоксарах.
18 июня 2021 года на могиле была установлена памятная плита с барельефным изображением М. В. Игнатьева. На митинге выступили вице-премьер Сергей Артамонов, спикер Госсовета Альбина Егорова, сенатор Вадим Николаев, министр культуры Светлана Каликова, депутат парламента республики Николай Угаслов и другие.

## Семья и личная жизнь
Дед по материнской линии — Алексей Семёнович Семёнов (1895—1930), участник Первой мировой войны, служил в гренадерском полку, репрессирован. 
Отец — Василий Игнатьевич (ум. 1974) — служил на Балтийском флоте, в годы Великой Отечественной войны принимал участие в обеспечении продовольствием блокадного Ленинграда, был ранен. После войны был уполномоченным Министерства внешней торговли СССР в Германии. По возвращении на родину руководил колхозом, затем работал там на разных должностях. 
Мать — Вера Алексеевна — тоже работала в колхозе. У Михаила было шесть сестёр и брат.
Жена Лариса Юрьевна окончила Канашское педучилище по специальности «Учитель начальных классов». Сотрудник Пенсионного фонда России, председатель попечительского совета Благотворительного фонда Чувашского республиканского совета женщин. Дети: сын Иван, студент юридического факультета Чувашского государственного университета, и дочь Мария.
26 декабря 2009 года в диссертационном совете Саратовского государственного аграрного университета им. Н. И. Вавилова Михаил Игнатьев защитил диссертацию на соискание учёной степени кандидата сельскохозяйственных наук по теме «Влияние удобрений на агрохимические показатели плодородия почв Чувашской Республики».
Занимался спортом (лыжами, велоспортом и спортивными играми).

## Критика
В 2012 году широкое освещение в СМИ получила оговорка Игнатьева: он в прямом эфире назвал президента РФ Дмитрия Медведева «Василием Петровичем». Газета «Московский комсомолец» охарактеризовала историю с оговоркой как «хрестоматийную».
В апреле 2012 года представители КПРФ, ЛДПР и «Справедливой России» в полном составе покинули зал заседаний и начали сбор подписей за снятие Игнатьева с должности. Причиной стало недовольство кадровой политикой руководителя республики, социально-экономическим развитием, сельхозстрахованием в регионе. Ситуация разрешилась после вмешательства полпреда в ПФО Михаила Бабича.
В 2012 году получило широкое освещение в СМИ письмо Игнатьеву от экс-президента Чувашии, члена Совета Федерации Николая Фёдорова. В письме был дан развёрнутый анализ социально-экономической ситуации в республике и раскритикована деятельность руководства региона. В частности, руководство обвинялось в потерях бюджета Чувашии на сумму 9 миллиардов рублей. Как заявил полпред президента РФ в ПФО Михаил Бабич, «мы для себя за базу взяли письмо Фёдорова, на его основе был сделан серьезный экономический анализ». Депутат Госдумы от «Справедливой России» Анатолий Аксаков заявил, что «готов подписаться под каждым словом этого письма», а депутат Госсовета Чувашии Андрей Кулагин сообщил о возможности возбуждения уголовного дела против Игнатьева.
В 2012 году Генпрокуратура, СК и МВД РФ начали проверку деятельности минсельхоза Чувашии и страховой компании ОАО ГСК «Поддержка», владельцами которой являлись Игнатьев и его жена. Следствие обнаружило, что аграриев принуждали заключать договоры с ОАО ГСК «Поддержка». При этом субсидии на сумму более чем 200 миллионов рублей были предоставлены аграриям с нарушениями, а выдача субсидий произошла «в считанные дни». По мнению депутата Госсовета Чувашии Игоря Молякова, история с ОАО ГСК «Поддержка» свидетельствует о том, что Игнатьев замешан в коррупции.
Игнатьев критиковался за большое количество коррупционеров в его окружении. Уголовные дела были заведены, в частности, на гендиректора «Чувашавтодора» Александра Волкова, руководителя Упрдор «Волга» Сергея Гаврилова, главу Мариинско-Посадского района Юрия Моисеева, с которыми Игнатьев имел близкие деловые отношения. Часть из них была назначена лично Игнатьевым.
Известность в СМИ получил скандал с заказом двух автомобилей Volkswagen Phaeton общей стоимостью 8,3 миллиона рублей для Администрации главы Чувашии. В 2014 году в СМИ освещался скандал в связи с сауной, которая была создана в высотном здании правительства Чувашии за 15 млн рублей из республиканского бюджета. Сюжет о сауне был показан в авторской программе «Момент истины» российского журналиста Андрея Караулова.
Игнатьев называл «фейковыми и надуманными» сообщения о допинговых нарушениях в спортивном училище в Чувашии, которые были подтверждены российским антидопинговым агентством РУСАДА.
Поэтому нужно чётко обозначить – надо их мочить, как в народе говорят. Надо мочить. Рассказывать, откуда они приехали, с какими помыслами, где живут, где трудятся, на чем зарабатывают.
18 января 2020 года на торжественном собрании в Чебоксарах, посвящённом Дням российской и чувашской печати, заявил о необходимости «мочить» журналистов и блогеров, которые «ни одной статьи не написали о человеке труда, вкладывая добрую душу и сердце», но при этом пишут, «как хорошо в Европе, как хорошо в Америке». В результате их действий, сказал глава региона, «мы будем иметь митинги на улицах», из-за которых «некогда будет заниматься благоустройством дворовых территорий, общественных пространств, открывать новые производства». По разъяснению пресс-службы Игнатьева, это был призыв к раскрытию сведений о способах заработка и мотивации журналистов и блогеров, пишущих «заказной» негатив, за плату распространяющих ложь или передёргивающих факты. При этом Игнатьев не назвал ни одной фамилии или публикации, не привёл примеров и доказательств. Первым внимание на слова Игнатьева обратило местное издание «Правда ПФО», а затем «Медиазона». После широкого освещения скандала в СМИ заместитель секретаря генсовета «Единой России», депутат Госдумы Евгений Ревенко назвал эскападу Игнатьева недопустимой для представителя власти, потребовал от главы Чувашии за его «двусмысленное высказывание» в адрес средств массовой информации принести извинения журналистам и блогерам. На следующий день Игнатьев извинился за свои слова.
23 января 2020 года, во время вручения ключей от нового пожарного автомобиля сотруднику МЧС, он неожиданно поднял руку вверх. Сотруднику МЧС, майору внутренней службы пришлось подпрыгнуть за ключами. «Моральное уродство. Глава Чувашии Михаил Игнатьев в очередной раз пробил дно», — охарактеризовал поступок Игнатьева ответственный секретарь комиссии по этике «Единой России» депутат Госдумы Евгений Ревенко. Глава МЧС России Евгений Зиничев назвал поведение Игнатьева неэтичным. Секретарь генсовета «Единой России» Андрей Турчак заявил, что его партия рассмотрит вопрос об исключении Игнатьева из своих рядов.
28 января 2020 года «Единая Россия» исключила Игнатьева из партии из-за того, что он морально унизил сотрудника МЧС и вместо извинений продолжал оправдываться. Стало известно о предстоящей отставке Игнатьева с поста главы Чувашии, запланированной ещё до скандалов с журналистами и пожарными — что и произошло день спустя. Президент России Владимир Путин объяснил отставку Игнатьева его неприемлемым поведением.

## Награды
- Орден Почёта (2017)[70]
- Медаль «За заслуги в проведении Всероссийской переписи населения» (2002 год)
- Медаль «За труды по сельскому хозяйству» (14 мая 2007 года)[71]
- Медаль «За вклад в развитие агропромышленного комплекса» (2005 год)
- Медаль «75 лет гражданской обороне» (2007 год)
- Медаль «За заслуги в проведении Всероссийской сельскохозяйственной переписи 2006 года» (2007 год)
- Почётный знак «За заслуги в развитии физической культуры и спорта» (30 октября 2013 года)[72]
- Самарский крест (Общественный совет Болгарии (2013 год)[73]
- Нагрудный знак МЧС России «За заслуги» (2004 год)
- Почётная грамота Президиума Верховного Совета ЧАССР (1992 год)
- Почётная грамота Министерства сельского хозяйства Российской Федерации (2003 год)
- Почётная грамота Министерства сельского хозяйства Российской Федерации (2005 год)
- Почётная грамота Министерства Российской Федерации по делам гражданской обороны, чрезвычайным ситуациям и ликвидации стихийных бедствий (2003 год)